# Martin Chalfie
Martin Chalfie (Chicago, Estats Units 1947) és un científic i professor universitari nord-americà guardonat amb el Premi Nobel de Química l'any 2008 pels seus treballs sobre la proteïna verda fluorescent.

## Biografia
Va néixer l'any 1947 a la ciutat de Chicago, població situada a l'estat d'Illinois. Va estudiar neurobiologia a la Universitat Harvard i posteriorment fou professor de la Universitat de Colúmbia.

## Recerca científica
Interessat en el desenvolupament i funcions de les neurones, ha realitzat importants experiments a partir del nematode Caenorhabditis elegans. Així mateix, amb el descobriment de la proteïna verda fluorescent (GFP) per part del japonès Osamu Shimomura aconseguí, juntament amb Roger Yonchien Tsien, estudiar els fenòmens biològics d'aquesta proteïna mitjançant la coloració de les cèl·lules.
L'any 2008, juntament amb Shimomura i Tsien, fou guardonat amb el Premi Nobel de Química pels seus estudis sobre la GFP.